# Sebastian Hackel

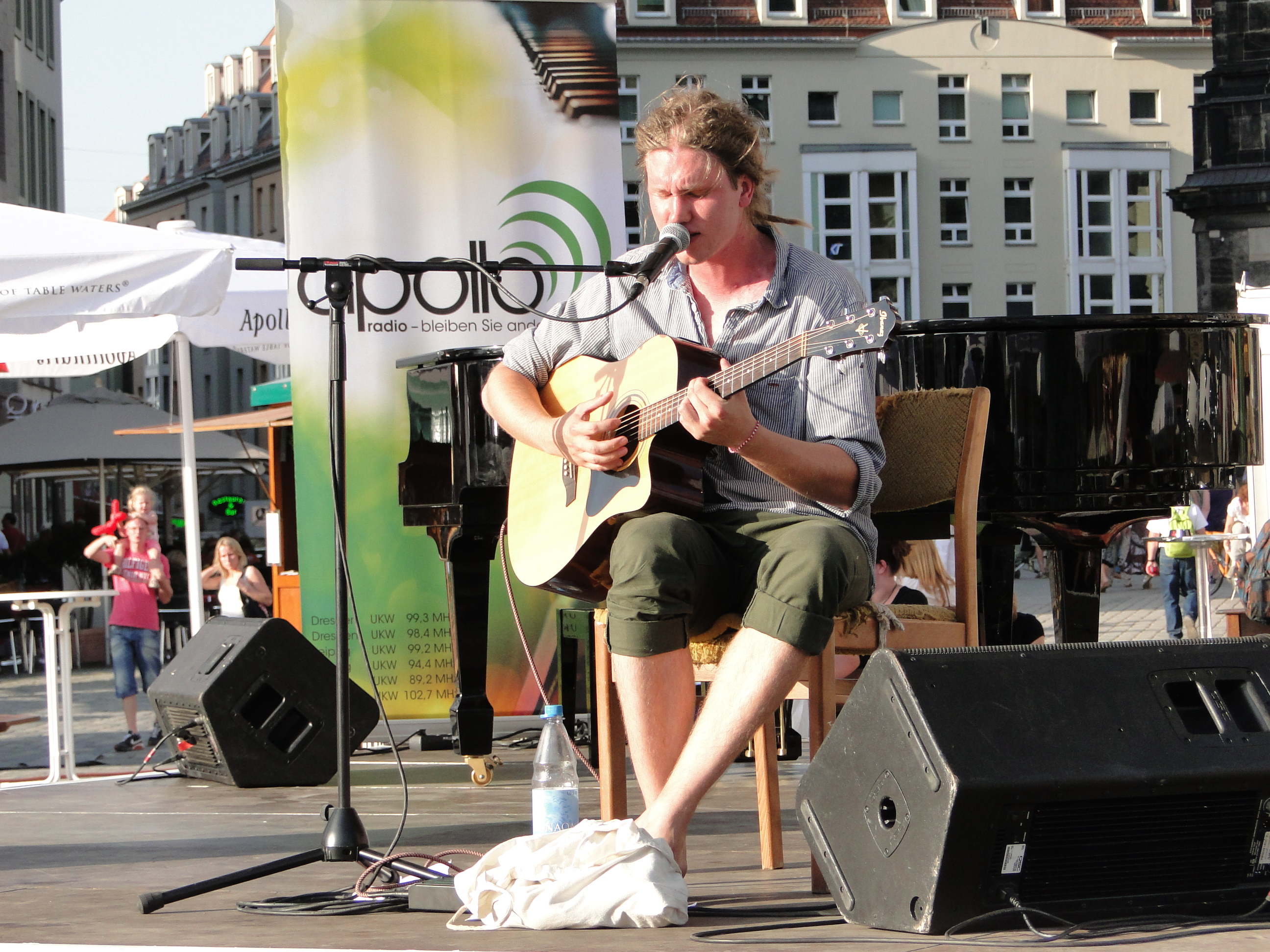
Sebastian Hackel während eines Auftritts in Dresden 2012

Sebastian Hackel (* 7. Juni 1989 in Zwickau) ist ein deutscher Liedermacher.

## Leben

### Musikalische Karriere
Seine musikalische Karriere begann Sebastian Hackel als Schlagzeuger. Ab 2007 begann er Lieder auf Deutsch und für Akustikgitarre zu schreiben und über diverse Plattformen zu veröffentlichen. Sebastian Hackel wurde im September 2009 von 2Raumwohnung für den MySpace-Featured-Artist nominiert. Im Oktober 2009 gewann er einen Wettbewerb der Scheune Dresden. Er wurde von Tom Liwa entdeckt und gefördert. Es folgte eine Veröffentlichung des Liedes Warum sie lacht auf einer Kompilation des Magazins Rolling Stone. Mit diesem Lied trat er auch am 19. November 2011 bei Inas Nacht auf. Zusammen mit neun anderen Aufnahmen aus dieser Sendereihe wurde es von Ina Müller auf der Bonus-CD Inas kleine Nachtmusik zu ihrem Album Ich bin die veröffentlicht.
Hackels Debütalbum Kreideblumen erschien am 21. Oktober 2011 über Liwas Label Ludwig im Vertrieb von Indigo.
Im Jahr 2014 veröffentlichte er über Welcome Home Music (Vertrieb: Rough Trade Distribution) das Album Tageszeitenkurier. Mit dem Lied Warum sie lacht nahm er am 20. September 2014 am zehnten Bundesvision Song Contest für das Bundesland Sachsen teil und belegte den geteilten 15. Platz mit 10 Punkten, punktgleich mit Brandenburg.
Am 1. Februar 2019 veröffentlichte Hackel das Album und alle so hysterisch.

### Privates
Sebastian Hackel besuchte in Zwickau ein Internat und absolvierte anschließend eine Erzieherausbildung in Dresden.

## Musikstil
Sebastian Hackel spielt seine Lieder mit Akustikgitarre ein. Seine Musik wird als melancholisch und sanft beschrieben. Die Texte sind persönlich gehalten und beruhen oft auf Alltagserlebnissen. Seine Singstimme steigert sich in den Liedern hin zum Falsett und gelegentlich baut er ein „Bibbern“ in seine Gesangslinie ein.

## Diskografie
- 2011: Kreideblumen, (Ludwig/Indigo)
- 2014: Tageszeitenkurier, (Welcome Home Music/rough trade)
- 2019: und alle so hysterisch, (Freibank)